# Erwartung

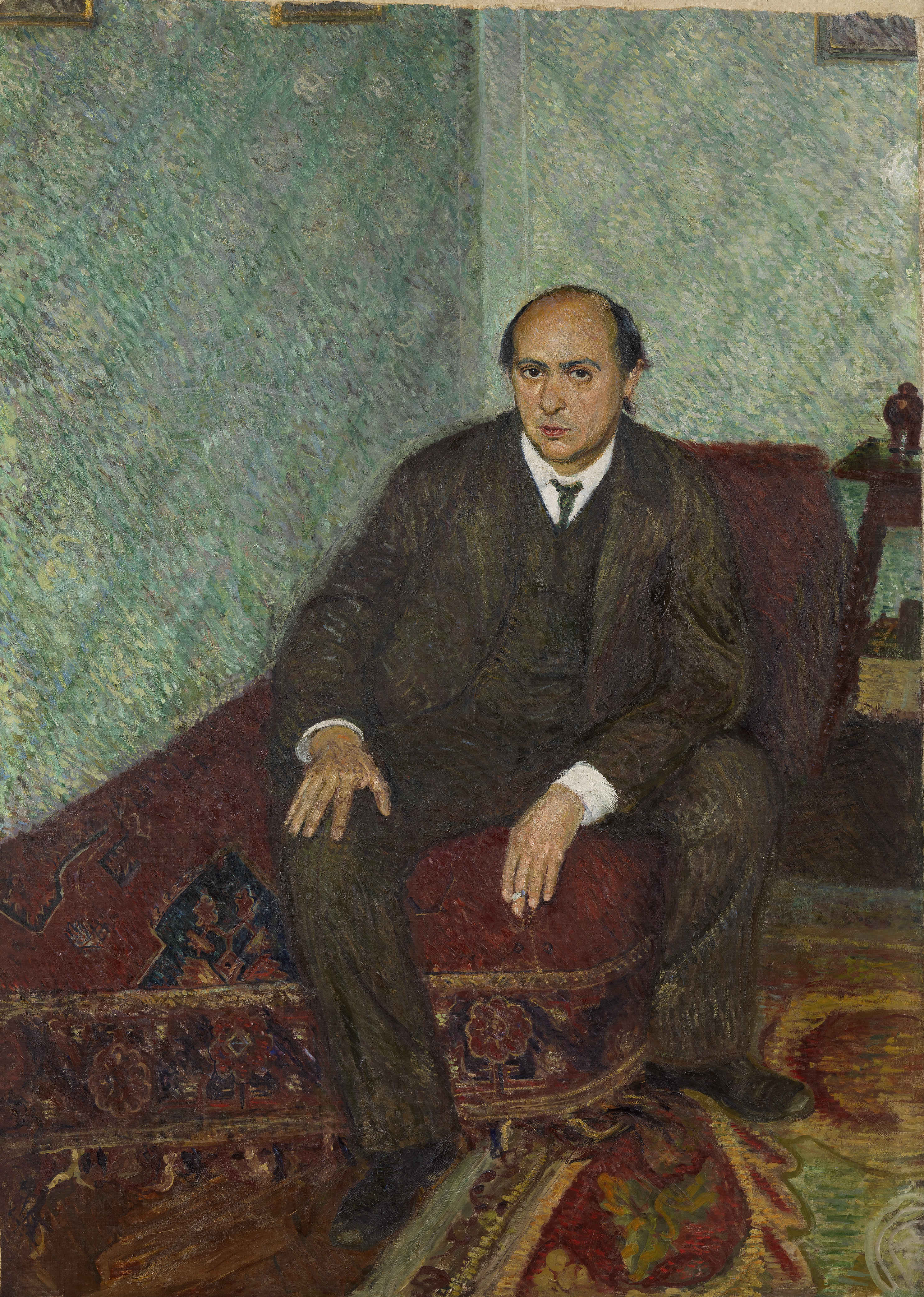
Arnold Schönberg, målning av Richard Gerstl 1906.

Erwartung är en opera (monodrama) i en akt med musik av Arnold Schönberg och libretto av Marie Pappenheim.

## Historia
Sommaren 1908 rymde Schönbergs hustru Mathilde med parets gemensamma målerilärare Richard Gerstl. Hon övertalades att återvända och Gerstl begick senare självmord. Schönberg mötte Marie Pappenheim sommaren 1909 och bad henne att skriva en opera åt honom. Det är möjligt att valet av ämne och idén att begränsa dramat till en enda karaktär var hennes, ehuru Schönberg vid denna tid redan hade skissat på Die glückliche Hand som i sin slutliga form också har en enda sångare. Schönberg hade nyligen tonsatt expressionistiska dikter av Stefan George (de två sista satserna i Stråkkvartett nr 2 och cykeln  Das Buch der hängenden Gärten). Som medicinstuderande hade Pappenheim nära inblickar i Freuds psykoanalytiska verk och en av hennes släktingar, Bertha Pappenheim alias "Anna O", var en av Freuds mest berömda patienter. Några dikter av henne publicerades även i Karl Kraus tidskrift Die Fackel. Det är möjligt att hon hade kännedom om det tragiska triangeldramat när hon ombads skriva texten.
Verket var Schönbergs första försök för scenen. Musiken till Erwartung är ett mönsterexempel på den så kallade musikaliska expressionismen, ett slags klangmässig "röntgenbild", som så troget som möjligt försöker följa vad som sker i en sjuk själ. Här finns inte längre tonalitet, teman, grundmotiv eller strukturbildande repriser i dess gamla mening, utan istället skarpa dissonanser. Det som musikanalytikerna ändå kallade för "motiviskt sammanhang", verkar inte vara något annat än slumpmässiga likheter. Hårda fortissimon och knappt hörbara pianissimon följer rapsodiskt på varandra. Schönberg drev här idén om den musikaliska prosan, det vill säga en musik utan repriser eller perioder, till ytterlighet.
Schönberg komponerade det komplexa verket mellan 27 augusti och 12 september 1909 varpå orkestreringen tog ytterligare tre veckor. Men därefter skulle det dröja 15 år innan operan fick premiär. Uruppförandet ägde rum 6 juni 1924 på Neues Deutsches Theater i Prag med Marie Gutheil-Schoder som kvinnan. Alexander von Zemlinsky dirigerade. Svensk premiär (konsertant) Konserthuset, Stockholm den 17 december 1964.

## En psykologisk opera

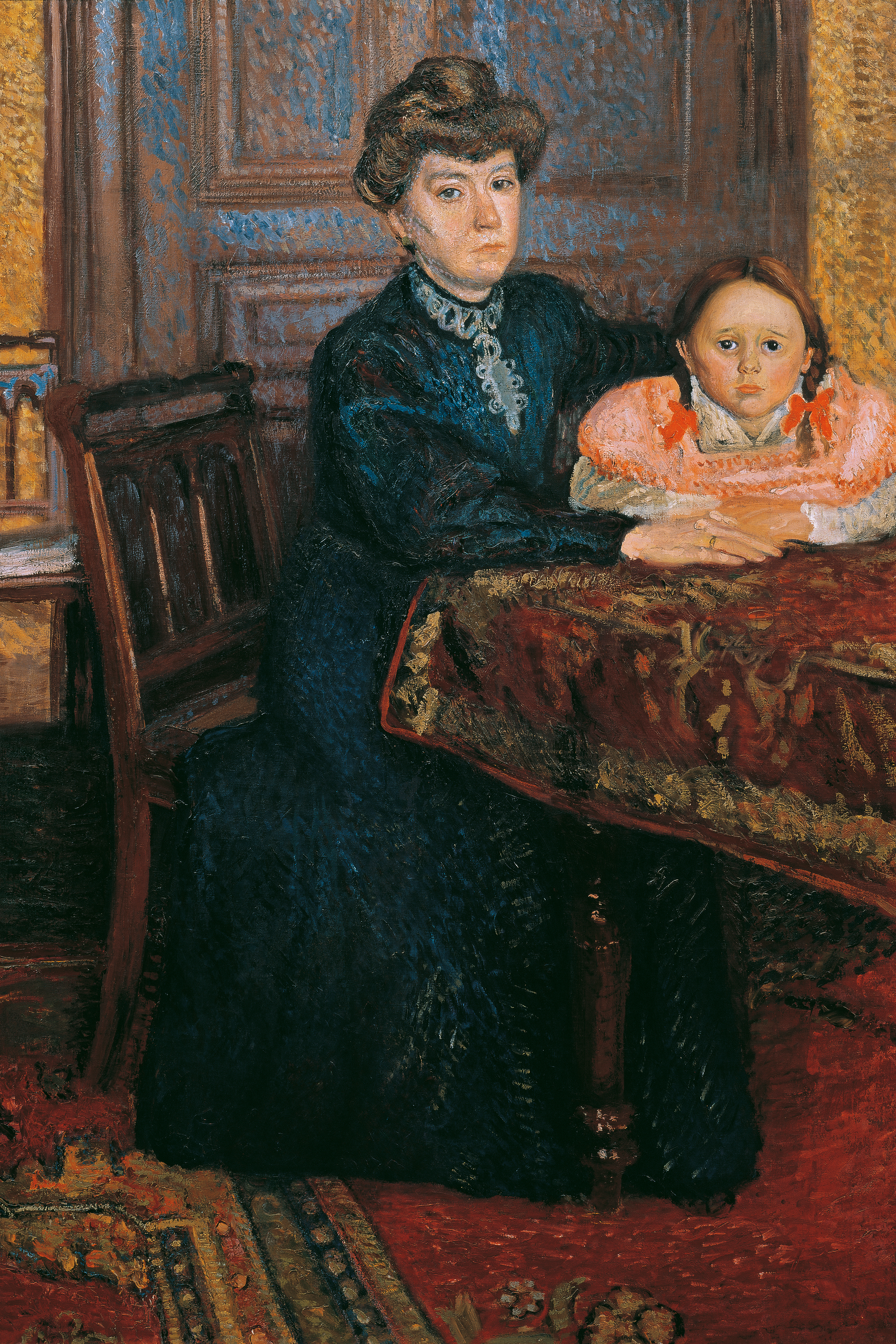
Mathilde Schönberg, målning av Richard Gerstl.

Den litterära uppbyggnaden och de symboliska inslagen (skogen, månen, blodet) var högst konventionella för sin tid, liksom den freudianska skuldsynen. Det mest påtagliga med Erwartung, förutom den tekniskt fulländade musiken, är känslan av hjälplös strävan efter klarhet: självinsikt följd av kommunikation med det egna jaget till en bakgrund av en överväldigande okänd men ändå bekant miljö. Tanken att djuplodande erfarenhet är en dröm som inte kan förklaras logiskt eller beskrivas begripligt återkom ständigt i verk av symbolister och expressionister på 1910-talet (inom operan var det temat i Claude Debussy Pelléas och Mélisande, vars innehåll även Schönberg hade nyttjat i en tidig symfonisk dikt med samma titel, liksom i Paul Dukas Ariane et Barbe-Bleue och Béla Bartóks Riddar Blåskäggs borg).
Erwartung är ovanlig bland Schönbergs tidiga atonala verk då den är i en enda oavbruten sats. Onekligen såg han texten som ett viktigt element i musikens uppbyggnad, och Pappenheims långa inre monolog var precis vad han behövde. Stora delar av händelseförloppet sker i sakta mak men med snabba instrumentala notationer i dess kontext. Musiken skiftar snabbt från idé till idé, ofta med få tydliga mönster. Ledmotivsteknik är svår att finna men vissa harmonier återkommer. Kvinnans medvetande, som pendlar mellan dröm och verklighet, återges i ändlöst varierade melodiska och rytmiska figurer, medan hennes spirande galenskap ges en kraftfull metafor i de tonalt labila och ständiga tempoändringarna, samt allmänt avsaknad av vila i musiken. Trots allt detta är mycket av det musikaliska språket liktydigt med den senromantiska, tyska musiken. Treklangens ntervall är fundamental, liksom den var i den klassiska och romantiska harmoniken, men några ackord bygger på kvartsintervall.

## Personer
- Kvinnan (sopran)

## Handling
Scen 1
Månskensnatt. En kvinna närmar sig den mörka skogen. Hon letar efter sin älskare och vet att detta innebär att gå in i skogen vilket hon fasar för. Hon repar mod och träder in i skogen.
Scen 2
Hon trevar runt i skogen och känner något som krälar. Någon gråter. Hon tänker längtansfullt tillbaka på den fridfulla trädgården där hon förgäves hade inväntat älskaren. Hon hör ett rassel och skriet från en skogsfågel. Hon flyr men snubblar över något som hon först tror är ett lik men som visar sig vara en trädstam.
Scen 3
Kvinnan närmar sig en månbelyst glänta. Hon skräms av sin egen skugga och inbillar sig att den kryper emot henne med stirrande, gula ögon. Hon skriker på hjälp.
Scen 4
Kvinnan är helt slut och uppjagad. Blod syns i hennes ansikte och på hennes händer. Hon har ännu inte hittat honom och vågar inte gå hem i fruktan för att möta "den främmande kvinnan". Då rör hon vid något, det är älskarens blodiga kropp. Hon försöker övertala sig själv att det är månskenet som spelar henne ett spratt. Hon försöker uppväcka honom medan hon minns att de skulle ha tillbringat natten tillsammans. Hon tror att det är dag och att månskenet är solljus. Hon lägger sig bredvid och kysser honom. Men i hans stirrande ögon ser hon en glimt av hans påstådda otrohet. Varför dog han? Var är den andra kvinnan? Hon blir rasande och sparkar på kroppen för att genast ångra sig och beklaga sin förlust. Vad ska hon göra nu då meningen med hennes liv var han? Medan hon inväntar "väntans eviga dag" förnimmer hon mörkret, hans närvaro och hans kyss.